# 劍湖 (雲林縣)
23°36′46″N 120°34′30″E / 23.612741°N 120.574881°E
劍湖，舊名珠螺湖、淨水湖，位於台灣雲林縣古坑鄉永光村劍湖山頂的天然湖泊，在劍湖山世界附近、古坑慈光寺旁。

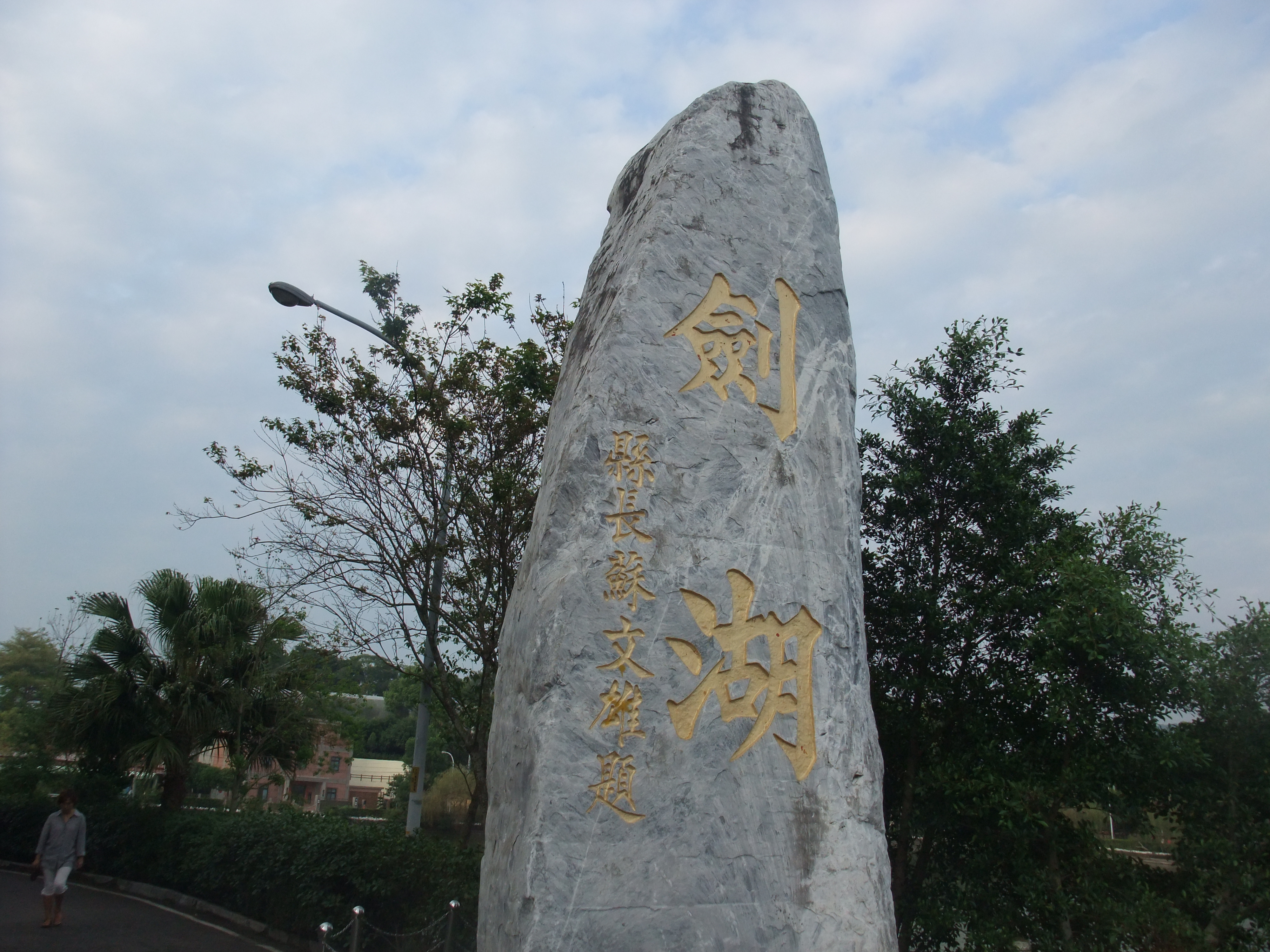
雲林古坑劍湖石碑

此湖名稱傳說是玄天上帝出遊不慎寶劍遺落湖底，又有人說是鄭成功插劍求水，曾遺留一寶劍於湖中而得名。湖中無尾田螺很多，所以舊稱珠螺湖。有人認為湖泊的死火山石灰質和硫磺，腐蝕田螺尾巴，變成無尾田螺，但農業專家認為是基因變異。又因湖水清澈，還稱為淨水湖。
湖周圍種有櫻花。